# Bohars
Bohars [boaʁ] est une commune française du département du Finistère, dans la région Bretagne, en France.
La commune de Bohars fait partie de Brest Métropole avec les communes de Gouesnou, Guilers, Guipavas, Le Relecq-Kerhuon, Plougastel-Daoulas, Plouzané et Brest. Bohars adhère aussi à la démarche du Pays de Brest.
Bohars se trouve dans la 2e circonscription Brest ville et dans le canton de Brest-4.

## Géographie

### Communes limitrophes
| Milizac-Guipronvel | Milizac-Guipronvel | Milizac-Guipronvel, Brest |
| Guilers            | Bohars             | Brest                     |
| Guilers            | Brest              | Brest                     |

### Hydrographie
Pour un article plus général, voir Réseau hydrographique du Finistère.
La commune est située dans le bassin Loire-Bretagne. Elle est drainée par la Penfeld et divers autres petits cours d'eau,.
La Penfeld, d'une longueur de 16 km, prend sa source dans la commune de Gouesnou et se jette  dans la rade de Brest à Brest, après avoir traversé quatre communes. 

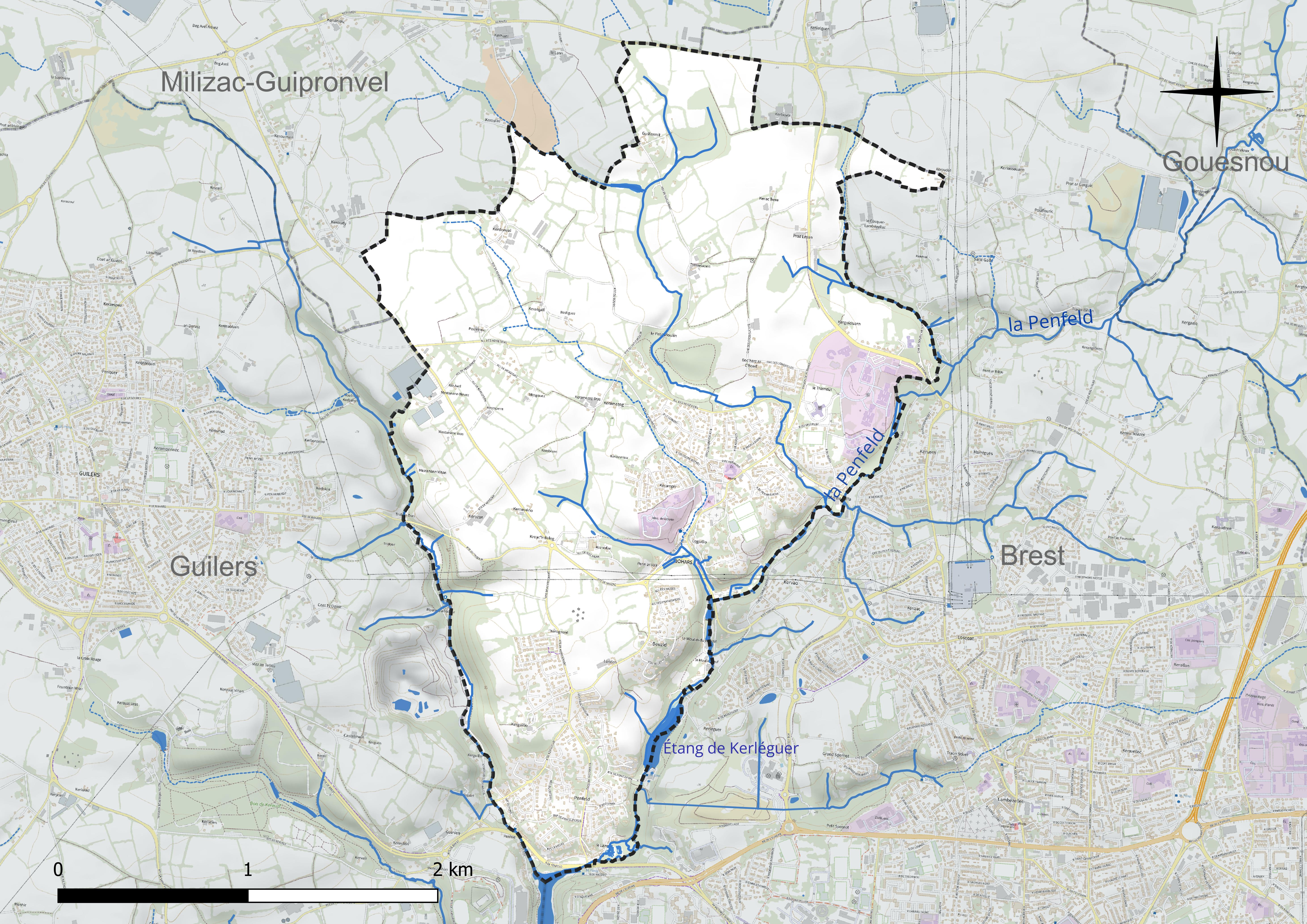
Réseau hydrographique de Bohars.

Un plan d'eau complète le réseau hydrographique : l'étang de Kerléguer, d'une superficie totale de 2,5 ha (1,4 ha sur la commune),.

### Climat
Pour des articles plus généraux, voir Climat de la Bretagne et Climat du Finistère.
En 2010, le climat de la commune est de type climat océanique franc, selon une étude du CNRS s'appuyant sur une série de données couvrant la période 1971-2000. En 2020, Météo-France publie une typologie des climats de la France métropolitaine dans laquelle la commune est exposée à un climat océanique et est dans la région climatique  Finistère nord, caractérisée par une pluviométrie élevée, des températures douces en hiver (6 °C), fraîches en été et des vents forts. Parallèlement l'observatoire de l'environnement en Bretagne publie en 2020 un zonage climatique de la région Bretagne, s'appuyant sur des données de Météo-France de 2009. La commune est, selon ce zonage, dans la zone « Monts d'Arrée », avec des hivers froids, peu de chaleurs et de fortes pluies.  
Pour la période 1971-2000, la température annuelle moyenne est de 11,7 °C, avec  une amplitude thermique annuelle de 9,8 °C. Le cumul annuel moyen de précipitations est de 1 021 mm, avec 16,7 jours de précipitations en janvier et 8,2 jours en juillet. Pour la période 1991-2020, la température moyenne annuelle observée sur la station météorologique la plus proche, située sur la commune de Guipavas à 8 km à vol d'oiseau, est de 11,7 °C et le cumul annuel moyen de précipitations est de 1 229,8 mm,. Pour l'avenir, les paramètres climatiques de la commune estimés pour 2050 selon différents scénarios d'émission de gaz à effet de serre sont consultables sur un site dédié publié par Météo-France en novembre 2022.

## Urbanisme

### Typologie
Au 1er janvier 2024, Bohars est catégorisée ceinture urbaine, selon la nouvelle grille communale de densité à 7 niveaux définie par l'Insee en 2022.
Elle appartient à l'unité urbaine de Brest, une agglomération intra-départementale dont elle est une commune de la banlieue,. Par ailleurs la commune fait partie de l'aire d'attraction de Brest, dont elle est une commune de la couronne,. Cette aire, qui regroupe 68 communes, est catégorisée dans les aires de 200 000 à moins de 700 000 habitants,.

### Occupation des sols
L'occupation des sols de la commune, telle qu'elle ressort de la base de données européenne d'occupation biophysique des sols Corine Land Cover (CLC), est marquée par l'importance des territoires agricoles (72 % en 2018), en diminution par rapport à 1990 (75,3 %). La répartition détaillée en 2018 est la suivante : 
zones agricoles hétérogènes (57,5 %), zones urbanisées (24,7 %), terres arables (11,9 %), forêts (3 %), prairies (2,7 %), mines, décharges et chantiers (0,2 %). L'évolution de l'occupation des sols de la commune et de ses infrastructures peut être observée sur les différentes représentations cartographiques du territoire : la carte de Cassini (XVIIIe siècle), la carte d'état-major (1820-1866) et les cartes ou photos aériennes de l'IGN pour la période actuelle (1950 à aujourd'hui).

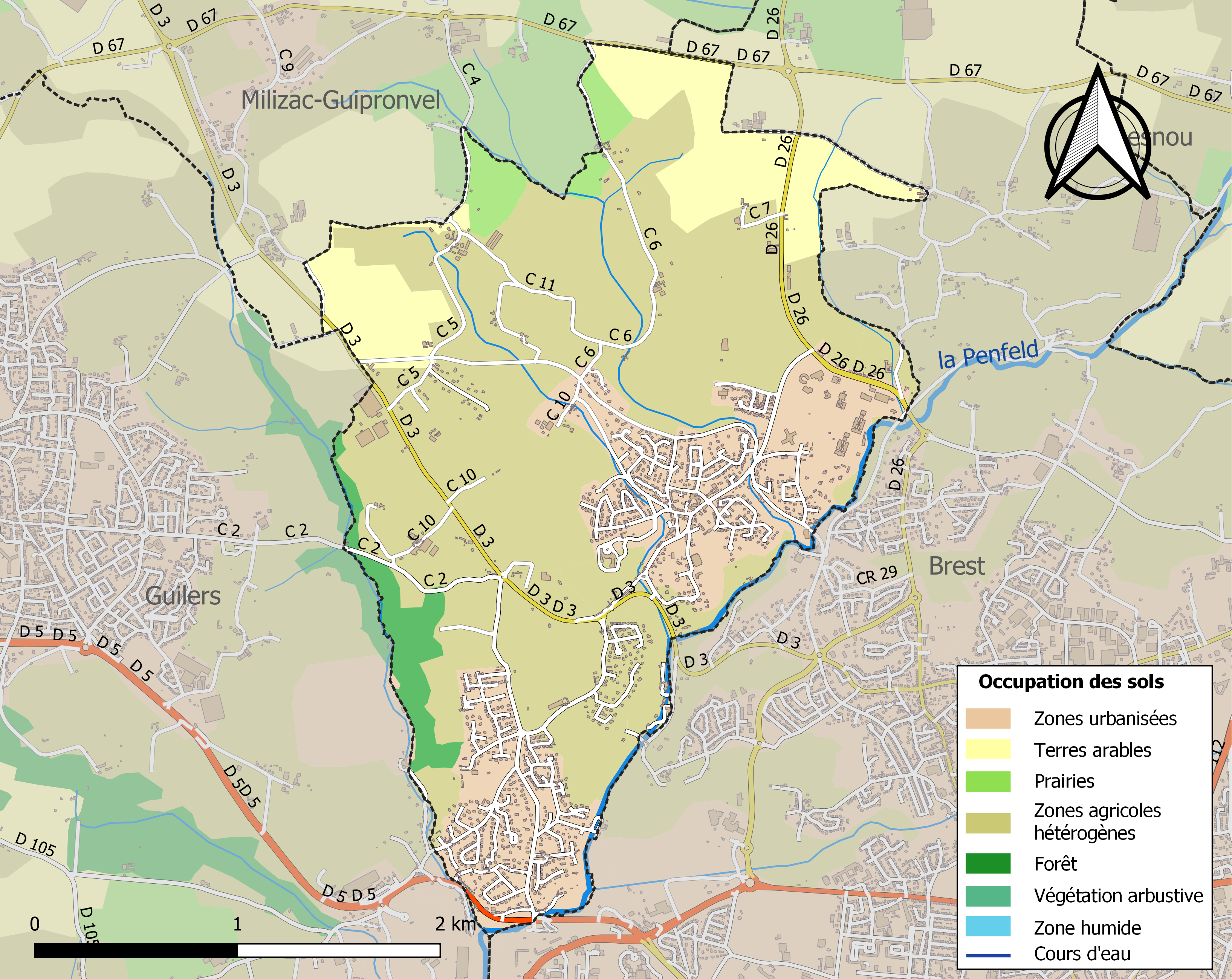
Carte des infrastructures et de l'occupation des sols de la commune en 2018 (CLC).

## Toponymie
Le nom de la localité est attesté sous les formes Botgars vers 1350, Botgarz en 1467, Bogarz en 1544, Bodhartz en 1543 et 1606.
La commune se nomme Boc'harzh en breton.
Le toponyme est formé avec le terme breton Bot qui signifie « demeure, résidence », associé à Garz, « haie, retranchement », et pourrait, selon Bernard Tanguy, faire référence à la motte de « Boc'harz ar C'hoat ».

## Histoire

### Préhistoire et Antiquité
Trois cent haches à douille de type armoricain ont été trouvées 
à Bohars.
Le quartier de Beuzit, dont le nom signifie en latin "plantation de buis" , atteste une présence gallo-romaine, probablement une villa.

### Ancien Régime

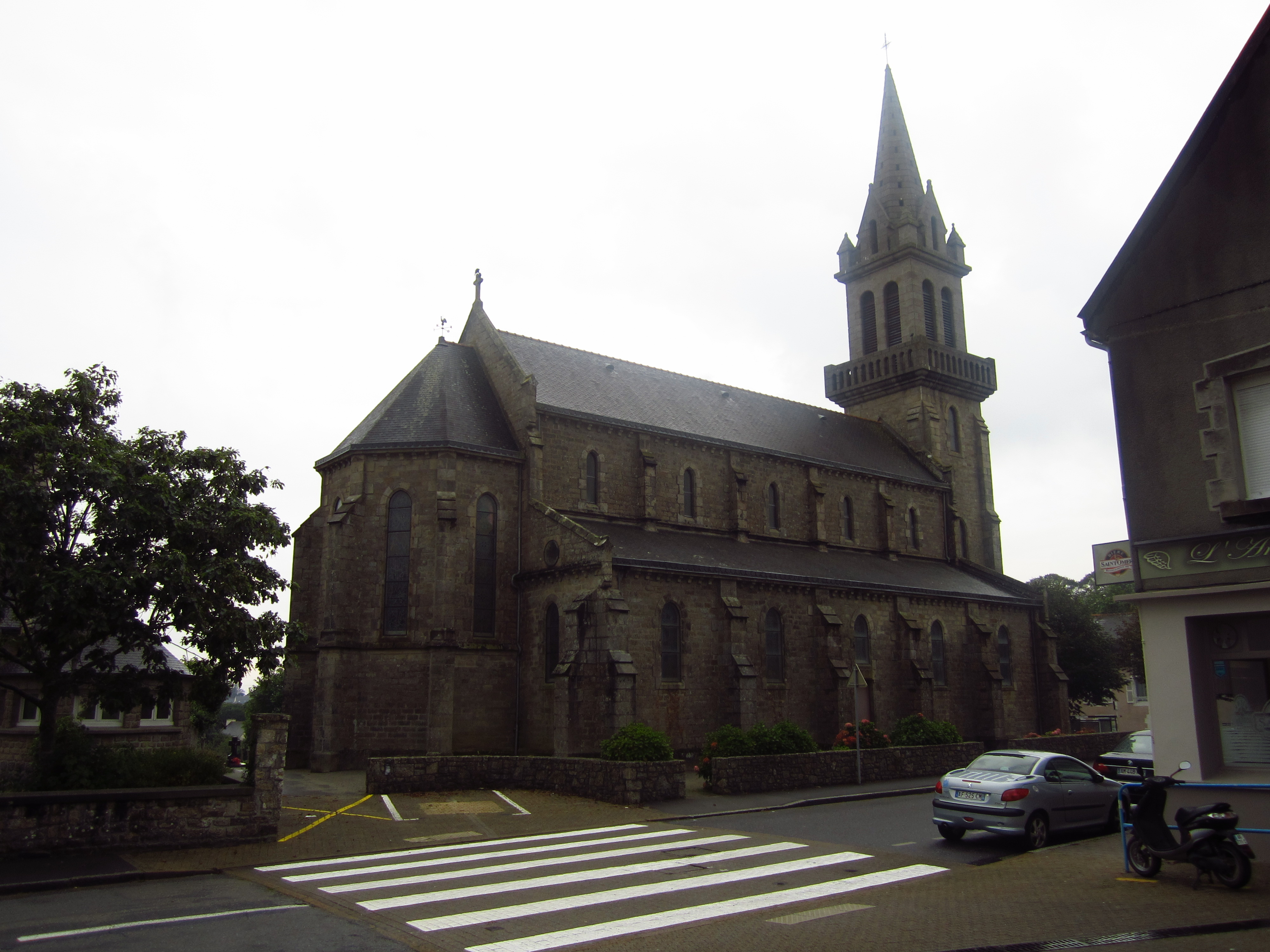
L'église Saint-Pierre-aux-Liens.

Au XVIe siècle, Bohars faisait partie de la sénéchaussée de Brest et Saint-Renan.
Le manoir du Tromeur, construit au début du XVIIe siècle était une maison forte composée, selon un aveu de 1583 d'un corps de logis entouré d'une cour close, crèche, écurie, grande aire, courtil, chapelle, jardin, verger (le tout cerné de murailles), grand bois de futaie, colombier, étang, deux moulins, etc. Démolie pendant les Guerres de la Ligue, la maison forte fut remplacée par un manoir en 1610. Ruiné pendant la Seconde Guerre mondiale, ce manoir, qui se trouvait à l'emplacement de l'actuel hôpital psychiatrique de Bohars, a été démoli en 1971, à la suite d'un incendie.

### LeXIXesiècle
A. Marteville et P. Varin, continuateurs d'Ogée, décrivent ainsi Bohars en 1843 :

« Bohars : commune formée de l'ancienne trève de Guiler (...) Principaux villages : Mezlanen, Kerouvrion, Trémalouet, Beuzic, Penfeld.  Superficie totale 538 hectares, dont (...) terres labourables 394 ha, prés et pâturages 47 ha, bois 39 ha, étang 1 ha, landes et incultes 48 ha. Moulins 17 : à eau, Kergmilliau, Talarn,  Lannoc, Beuzic, Pouchou, Pont-ar-Saoul, Kervas, Rufa, Traonlez, Creac'h-Bellec. Le manoir de Traonmeur, où Tromeur, qu'Ogée indique en Guiler, est en Bohars : cette terre appartenait jadis à la famille de Lesguern ; elle a depuis passé dans celle des Huon de Kermarec. La route départementale n°10, du Finistère, dite de Brest à Saint-Renan, traverse la commune de l'est à l'ouest. Géologie : constitution granitique ; carrière de pierre à bâtir au Tromeur. On parle le breton et le français. »

En avril 1872, un rapport du conseil général du Finistère indique l'ouverture d'une école de filles à Bohars.
En 1888, des habitants du quartier Penfeld réclame au préfet la construction d'une école de hameau.
La demande est rejetée par l'inspection académique car les enfants de ce quartier ont déjà une école à proximité sur la commune de Lambézellec.

### LeXXesiècle

#### La Belle Époque
Le 22 novembre 1906 « des commissaires de police et des agents du fisc ont procédé ce matin aux inventaires [des biens d'église] dans les communes de Guilers, Milizac et Bohars. Des bagarres ont eu lieu dans cette dernière commune. L'abbé Bizien, vicaire, a été appréhendé par deux gendarmes. Le commissaire de police l'a fait remettre en liberté. Dans les trois communes les portes |de l'église] ont été enfoncées ».

#### La Première Guerre mondiale
Le monument aux morts de Bohars porte les noms de 39 soldats et marins morts pour la France pendant la Première Guerre mondiale ; parmi eux 3 ( Didier Coat, Pierre Manach et Eugène Dorise) sont des marins morts en mer ; Gabriel Mailloux, lui aussi marin, est mort de maladie en Italie en septembre 1918 ; la plupart des autres sont des soldats morts sur le sol français, dont Henri Héréus, prêtre, infirmier  tué lors de l'offensive de Champagne en septembre 1915 et Paul Faou, soldat au 70e régiment d'infanterie, mort des suites de ses blessures le 26 mars 1916 à Blercourt (Meuse), tous deux décorés à la fois de la Médaille militaire et de la Croix de guerre.

#### La Seconde Guerre mondiale
Six habitants de Bohars sont morts de faits de guerre pendant la Seconde Guerre mondiale : l'église (le clocher fut abattu) et le presbytère furent détruits, la population du bourg évacuée et des pillages commis lors des combats entre le 24 août 1944 et le 5 septembre 1944 liés au siège de Brest ; Bohars fut libéré le 6 septembre 1944.
Le sergent américain Ralph T. Snyde et 10 de ses soldats furent abattus à Kerabiven le 26 août 1944 ; une stèle commémorative a été inaugurée à cet endroit en 2014.

#### L'après Seconde Guerre mondiale
Par décret du 25 mai 1955, plusieurs villages dépendant de la commune de Milizac sont rattachés à la commune de Bohars :

« Article 1er. - Les villages de Poulrinon, Kérangall, Kerdonval, Boudiguès et Guillermit, dépendant actuellement de la commune de Milizac, canton de Plabennec (arrondissement de Brest, département du Finistère), tels qu'ils sont représentés limités par une ligne continue bleue sur le plan annexé au présent décret, sont rattachés à la commune de Bohars, canton de Brest (2e) (mêmes arrondissement et département).
Les divers chemins servant de limites entre les deux communes deviendront la propriété exclusive de la commune de Bohars. »

Deux soldats originaires de Bohars sont morts pour la France pendant la Guerre d'Algérie.

## Politique et administration

### Liste des maires
Armel Gourvil est le dix-neuvième maire de Bohars.

### Jumelages
Tarporley (Royaume-Uni)
 Ventimiglia di Sicilia (Italie)

## Démographie
| 1793 | 1800 | 1806 | 1821 | 1831 | 1836 | 1841 | 1846 | 1851 |
| ---- | ---- | ---- | ---- | ---- | ---- | ---- | ---- | ---- |
| 582  | 734  | 747  | 749  | 787  | 865  | 822  | 804  | 843  |

| 1856 | 1861 | 1866 | 1872 | 1876 | 1881 | 1886 | 1891 | 1896 |
| ---- | ---- | ---- | ---- | ---- | ---- | ---- | ---- | ---- |
| 842  | 695  | 950  | 836  | 826  | 882  | 835  | 910  | 866  |

| 1901 | 1906 | 1911 | 1921 | 1926 | 1931 | 1936 | 1946 | 1954 |
| ---- | ---- | ---- | ---- | ---- | ---- | ---- | ---- | ---- |
| 901  | 859  | 891  | 798  | 734  | 757  | 740  | 854  | 896  |

| 1962 | 1968 | 1975  | 1982  | 1990  | 1999  | 2006  | 2007  | 2012  |
| ---- | ---- | ----- | ----- | ----- | ----- | ----- | ----- | ----- |
| 840  | 909  | 1 361 | 2 887 | 3 043 | 3 170 | 3 288 | 3 305 | 3 512 |

| 2017  | 2022  | - | - | - | - | - | - | - |
| ----- | ----- | - | - | - | - | - | - | - |
| 3 458 | 3 671 | - | - | - | - | - | - | - |

## Culture locale et patrimoine

### Lieux et monuments

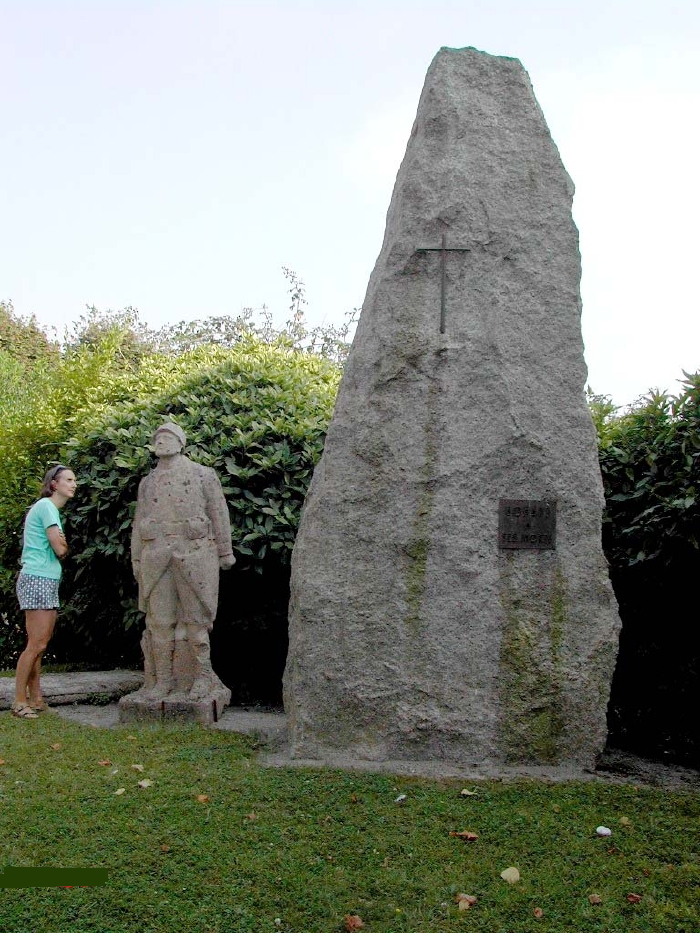
Monument aux morts de 1914-1918.

- La motte féodale du bois de la Montagne du Diable.
- La chapelle de Loguillo ou de Notre-Dame-des-Grâces, dédiée à saint Quijau ; dans cet édifice Renaissance, dépendance du manoir de Kérampir, aujourd'hui détruit, reposent l'amiral Antoine Exelmans, décédé à Kérampir le 2 novembre 1944, et son épouse Marie de Penfentenyo.
- Les moulins le long de la Penfeld.
- L'église Saint-Pierre-aux-Liens.
- L'hôpital psychiatrique de Bohars.
- Le monument aux morts de 1914-1918.
- Le château de Kerguillau.
- Le château de Monplaisir - XIXe siècle.
- Le château de Kerampir.

### Personnalités liées à la commune
- Famille Huon de Kermadec (elle habitait le manoir du Tromeur, aujourd'hui disparu), dont :
  - Vincent Huon de Kermadec (né le 23 juillet 1671 à Rennes, décédé le 9 août 1746 à Brest, époux de Marie Renée Françoise de Lesguen (née le 24 février 1686 à Lanildut, décédée le 5 janvier 1742 au manoir du Tromeur en Bohars), dont le père était Pierre de Lesguen, seigneur du Tromeur.
    - Leur fils, Guillaume Jean Huon de Kermadec (né le 15 août 1715 à Bohars, décédé le 23 février 1758 à Pontorson (Manche)), marié avec Anne Françoise du Mescam
      - Leur fils, Jean-Marie Huon de Kermadec (né le 15 août 1747 à Brest, mais baptisé à Bohars, décédé le 31 mai 1796 à Bohars au manoir du Tromeur), seigneur de Penanros, major des vaisseaux du Roi, fit la campagne des Antilles en 1783, marié avec Perrine Françoise la Sauldraie de Brigné.
        - Leur fils, Jean-Louis-Antoine Huon de Kermadec (né en 1778 à Rennes, décédé en 1835 au château de Meslien en Cléguer (Morbihan)), magistrat (il fut conseiller à la Cour royale de Rennes et président de Cour d'assises) et amoureux de la langue bretonne, chanteur de gwerz : Charles Le Goffic dans La vie amoureuse de La Tour-d'Auvergne a écrit :« Nul n'était plus habile que La Tour d'Auvergne à lever un sone, voire un beau gwerz pathétique, sinon peut-être son voisin de Morlaix, Huon de Kermadec, le Rouget de Lisle de la Chouannerie » car il fut l'auteur de Barner ar Vretoned, considéré comme l'hymne des Chouans. Il démissionna lors de la Révolution de Juillet en 1830 pour ne pas renier ses convictions légitimistes[33].
- Amiral Antoine Exelmans (1885-1944), fils de l'amiral Maurice Exelmans et petit-fils du maréchal de France Rémy Exelmans. Propriétaire du manoir de Kérampir, il repose dans la chapelle de Loguillo, auprès de son épouse Marie de Penfentenyo (1897-1930), sœur de l'amiral Hervé de Penfentenyo, fille de l'amiral Auguste de Penfentenyo, petite-fille de l'amiral Louis Henri de Gueydon et tante de l'enseigne de vaisseau Alain de Penfentenyo.
- François Drogou (1904-1940), capitaine de frégate, Compagnon de la Libération.
- Maëva Squiban (2002-  ), coureuse cycliste française qui s'est illustrée en gagnant les 6e et 7e étapes du Tour de France Femmes 2025